# Малинівка (Любецька селищна громада)
Мали́нівка (Духовщина) — село в Україні, у Любецькій селищній громаді Чернігівського району Чернігівської області. Населення становить 155 осіб.

## Історія
12 червня 2020 року, відповідно до розпорядження Кабінету Міністрів України № 730-р «Про визначення адміністративних центрів та затвердження територій територіальних громад Чернігівської області», увійшло до складу Любецької селищної громади.
19 липня 2020 року, в результаті адміністративно - територіальної реформи та ліквідації Ріпкинського району, село увійшло до складу Чернігівського району Чернігівської області.

## Господарство
Діє Сільськогосподарське товариство з обмежено відповідальністю «ПРИДНІПРОВ'Є»". Вид діяльності: змішане сільське господарство.

## Уродженці
Маринець Ніна Хомівна (нар. 1932) — заслужений працівник сільського господарства України.